# 中島啓江
中島 啓江（なかじま けいこ、1957年〈昭和32年〉11月15日 - 2014年〈平成26年〉11月23日）は、日本の女性オペラ歌手。鹿児島県肝属郡佐多町（現・南大隅町）出身。本名同じ。最終所属はピュアハーツ／太田プロダクション（業務提携）。血液型A型。身長165cm、体重180kg。

## 経歴
鹿児島で生まれ、実の父親から日常的に殴り蹴られるDVに苦しみ、母と逃げ回りながら怯えて育った。昭和音楽短期大学声楽科卒業。ディプロマコース・オペラ専攻科修了。1979年に藤原歌劇団に入団し、『修道女アンジェリカ』でオペラ歌手としてデビュー。1985年に『マック・ザ・ナイフ』でミュージカル初出演。翌1986年に『天高くオペラ肥ゆる秋』で初ソロコンサートを行った。
その後、宮本亜門演出のミュージカル『アイ・ガット・マーマン』や『三宅裕司のいかすバンド天国』『夢りんりん丸』など多数のテレビ番組に出演した。
1994年からは、自身が構成・演出する銀座博品館劇場でのソロコンサート『夢で逢いましょう』を定期的に開催。その他、テレビやラジオでのタレント活動やトークショーなど幅広いジャンルで活躍していた。
2014年11月23日午前10時35分、呼吸不全のため東京都内の病院で死去。57歳没。誕生日8日後の死去だった。体調不良のため11月17日から入院していたが、21日に入って急激に容態が悪化したという。訃報が公表された直後、昭和音楽短大の後輩である森公美子は「いつも私の前を歩いてくれました。今思い出を語るにはあまりに突然すぎて言葉になりません」と先輩の突然の死を悼んだ。ほかに『イカ天』で共演した三宅裕司と『たま』元メンバーの石川浩司、中島主演のミュージカルの演出を手がけた宮本亜門、実の妹のように可愛がり公私共に親しかった小林幸子、舞台で共演したコロッケらが中島への追悼コメントを寄せ、中島が出演していたラジオ番組『大沢悠里のゆうゆうワイド』では、2014年12月22日に追悼特集が放送された。
被災地支援活動に積極的で、2007年1月7日より阪神・淡路大震災他様々な被災地に寄付金を送る為の無料コンサートを、岡田秀春と東京で始め、中島啓江が亡くなる2014年まで毎年続けた。

## エピソード
- デビュー時にはその音域の広さ（4オクターブと言われていた）から、「和製フレディ・マーキュリー」と度々呼ばれることがあった。しかし、それについてマーキュリーおよびクィーンのファンから批判を受けたこともある。
- 51歳で189.2kgだった中島は、病院で健康診断を受けたところ、太りすぎで心臓に過度の負担がかかっていることが判明。そこで中島は、脂肪燃焼成分・カルニチンの合成を高め、たんぱく質をアミノ酸に分解するアクチニジンを含むキウイを毎朝食べる“朝キウイダイエット”に挑戦。「20kgは絶対やせるつもりです」とステージ上でファンに宣言していた。中島は、ベッドから起き上がるのも一苦労だったという状態から順調に体重を落とし、水泳やウォーキングで「汗をかいて気持ちいい」と語るほど運動にも慣れていった。その結果、3か月で20kgの減量に成功し、168.4kgとなった。しかし晩年には180㎏までリバウンドしたことにより膝を痛め、杖や車いすを使って生活していた。
- 「啓江」と書いて「けいこ」と読むのは、中国の揚子江沿いで生活したことのある母親が、そのときに中国の人々から受けた好誼に感謝する意を込めて、揚子江の「江」に因んで名付けたためである。なお2005年のネプリーグのファイブツアーズにて彼女の名前が出題されたが、石原良純と名倉潤の二名が解答し、いずれも不正解だった。(石原が「なかじまふみえ」、名倉が「なかじまふさえ」と解答)
- 前歯を外側からかぶせる形で補強している。ある音階を歌うと共振で前歯がぐらぐらと揺れてしまうのを防ぐためである、と『平成教育委員会2010!!祝たけし先生勲章受賞 春の連休ボケ解消SP』（2010年5月9日放映分）へのゲスト出演時に告白している。

## 主な出演作品

### ミュージカル
- マック・ザ・ナイフ（1985年）
- アイ・ガット・マーマン（1987年 - ）
- キャンディード（2001年）
- 西遊記〜GOCOO（2001年、2002年）
- BLUES IN THE NIGHT（2003年）

### 舞台
- 平城遷都1300年記念祝典 - 万葉人、笠郎女 役

### テレビ
- 音楽・夢コレクション (NHK)
- 音楽バラエティー夜にありがとう（NHK）
- 三宅裕司のいかすバンド天国（1989年 - 1990年、TBS）
- 太平記（1991年、NHK大河ドラマ） - 乙夜叉 役
- 木曜ゴールデンドラマ 鉄窓の中の天使（1991年11月28日、読売テレビ） - 斉藤素子 役
- 楽天GIGランド（1992年10月 - 1993年3月、メ〜テレ）
- わいど!ウォッチャー（1993年3月 - 時期不明、TBS）
- 秋山仁の中学生おもしろ数学（1993年7月 - 8月、NHK教育）
- 8020探検隊 (フジテレビ)
- ゆっくりおダイエット (NHK)
- 夢りんりん丸（2003年 - 2005年、NHK教育） - ビッグママとして出演
- あつまれ!わんパーク（2004年、NHK教育）
- ホシに願いを（2004年3月6日、NHKハイビジョン） - 女将・歌江 役
- ランナウェイ〜愛する君のために 第2話（2011年11月3日、TBS） - 和枝 役
- 木曜8時のコンサート〜名曲!にっぽんの歌〜スペシャル（2012年11月22日、テレビ東京）
- JNNふるさと紀行「オペラの流れるまち、長崎」（2012年01月22日、BS-TBS） - 旅人
- 日本名曲アルバム（BS-TBS）

### ラジオ
- 大沢悠里のゆうゆうワイド（1994年1月4日 - 2001年12月25日、TBSラジオ）
- 徹と啓江のラジオは王様（1993年10月 - 、文化放送）
- 中島啓江の千客万来（綜合放送）

### 映画
- ユンカース・カム・ヒア（アニメ、1995年） - 森田文江 役（声の出演）
- MAKOTO（2005年） - 桂田文江 役

### CM
- ヤンマー - 乗用田植機「高速ニューすこやか」シリーズ（1990年代中期）
- トヨタ自動車 - トヨタの日（1991年）
- JT - ベッセンT（1991年）
- 日立化成 - （テレビ出演）
- 興和 - 液キャベコーワ
- 江崎グリコ - クレアおばさんのシチュー（ナレーション、CMソング）

### 教育教材
- 「秋山仁の中学生おもしろ数学」シリーズ

### みんなのうた
- ユーレイなんだぜ[4]（1990年）
- この胸おいで… - 「サンドイッチ」のメンバーとして歌唱（1999年）
- ゆらゆら[5]（2012年）

## 著書
- 『じゃあね』KTC中央出版
- 『答えは、YES!―ビッグ・ママからのメッセージ』岩波書店
- 『いつも心にありがとう』 グラフ社
- 『わたしから、ありがとう。』岩崎書店 - 原案